# Leandra sparsisetulosa
Leandra sparsisetulosa är en tvåhjärtbladig växtart som beskrevs av Frederico Carlos Hoehne. Leandra sparsisetulosa ingår i släktet Leandra och familjen Melastomataceae. Inga underarter finns listade i Catalogue of Life.